# Nokona carulifera
Nokona carulifera là một loài bướm đêm thuộc họ Sesiidae. Nó là loài duy nhất được tìm thấy ở Kuranda thuộc Queensland, nhưng rất có lẽ cũng sống ở miền tây dọc bờ biển của Queensland.
Chiều dài cánh trước khoảng 11 mm đối với con đực và khoảng 13 mm đối với con cái.

## Phân loại
Nokona coracodes lúc trước được xem là đồng nghĩa với Nokona carulifera, nhưng được xem là một loại riêng vào năm 2001.